# Vite dei Cesari
Le Vite dei Cesari, conosciuto anche come Vita dei Cesari o Vite dei dodici Cesari (titolo originale latino De vita Caesarum), sono un'opera storiografica di Svetonio.
Suddivisa in 8 libri, comprende le biografie di Gaio Giulio Cesare - (101- 44 a.C., dittatore dal 49 al 44 a.C.) - e dei primi undici imperatori romani: da Ottaviano Augusto - nipote, figlio adottivo ed erede designato da Cesare stesso nel proprio testamento, che fu il primo imperatore - si conclude con la morte di Domiziano, imperatore dal settembre dell'81 alla sua morte nel 96, coprendo così un arco temporale di quasi due secoli.
Perduto è l'incipit dell'opera, con la dedica a Gaio Setticio Claro e l'inizio della biografia di Giulio Cesare. Svetonio fu scrittore prolifico in latino e in greco di un imponente numero di opere, anch'esse perdute.
Le fonti a cui l'opera attinge sono i materiali contenuti negli archivi di stato, cui Svetonio aveva accesso nella sua qualità, prima, di "Procurator (segretario) a studiis" sotto Traiano (imperatore dal 98 al 117), poi "Procurator a bibliothecis" e infine "Procurator ab epistulis", sotto Adriano (imperatore dal 117 al 138).

## Struttura
Le vite, scritte durante il regno dell'imperatore Adriano, furono dedicate al prefetto del pretorio Gaio Setticio Claro e comprendono:
- Libro I: Cesare[3]
- Libro II: Augusto[4]
- Libro III: Tiberio
- Libro IV: Caligola
- Libro V: Claudio
- Libro VI: Nerone
- Libro VII: Galba, Otone, Vitellio
- Libro VIII: Vespasiano, Tito, Domiziano[5]

Nell'analisi di ciascun imperatore, Svetonio segue uno schema che, anche se modificabile a seconda delle esigenze dell'autore, rimane sempre lo stesso: descrizione delle origini familiari, carriera prima dell'assunzione del potere, vita pubblica e provvedimenti relativi a Roma, vita privata, aspetto fisico e ultimi giorni prima della morte.
Come membro della corte imperiale, Svetonio utilizzò gli archivi imperiali per ricercare le testimonianze oculari e non, decreti, senatus consulta, verbali del Senato, le perdute opere di Gaio Asinio Pollione e Cremuzio Cordo e le Res Gestae Divi Augusti. Ebbe, quindi, a disposizione fonti di prima mano, anche se si servì anche di fonti non ufficiali, come scritti propagandistici e diffamatori e anche testimonianze orali, al fine di alimentare quel gusto per l'aneddoto e il curioso a cui egli dedica ampio spazio e che alcuni gli ascrivono come difetto e altri come pregio.
Sebbene, inoltre, non fosse mai stato un senatore, Svetonio sposò il punto di vista del Senato romano che aveva avuto molti conflitti con i primi imperatori. Ciononostante la sua opera riveste un ruolo importante: ad esempio, è la fonte principale per la vita di Caligola e su altri aspetti in cui mancano altre fonti, come Tito Livio o Tacito.
La sua opera funse anche da modello per le biografie imperiali scritte nel II secolo da Mario Massimo, che, sebbene sia andata perduta, sembra essere stata una delle principali fonti per la successiva Historia Augusta, che è considerata una sorta di continuazione delle Vite di Svetonio, in quanto narra degli imperatori e degli usurpatori romani del II e III secolo.
Ancora nel IX secolo, Eginardo prese a modello proprio Svetonio per la sua Vita di Carlo Magno.

## Tradizione manoscritta

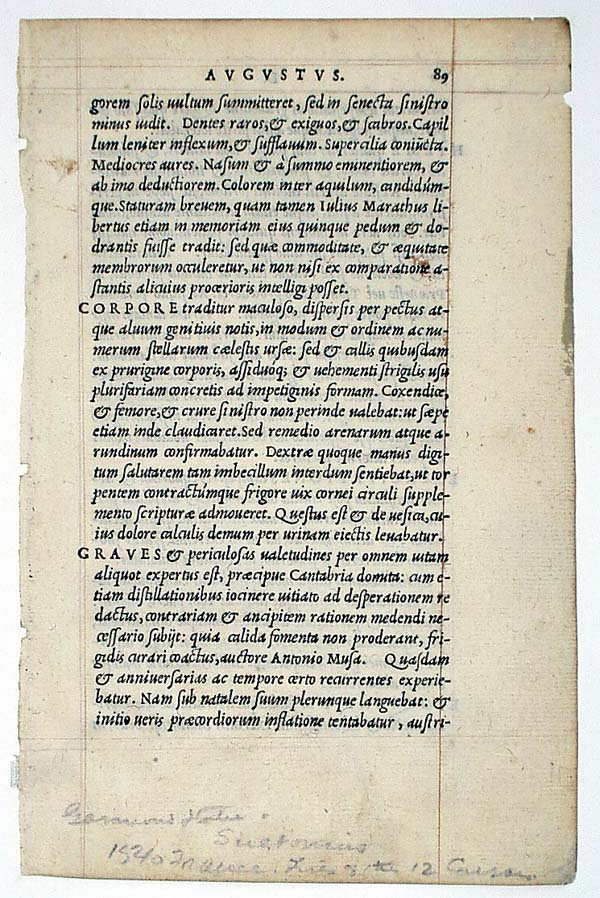
Pagina di un'edizione del 1540

Secondo quanto riportato da Giovanni Lido, nel VI secolo circolavano versioni di Vite dei Cesari ancora complete di prefazione con dedica a Gaio Setticio Claro, prefetto del pretorio, e dell'inizio della Vita di Cesare. Tre secoli dopo, quando Servato Lupo, abate del monastero di Ferrières in Francia, sapendo che nel monastero di San Bonifacio a Fulda in Germania era conservato un esemplare dei Cesari, chiese che gliene venisse inviata una copia trascritta, l'opera era già mutila del principio. Gli storici ritengono che da questa copia trascritta inviata a Lupo circa nell'anno 884, poi andata perduta insieme al modello di Fulda, discendano tutte le successive copie manoscritte dell'opera.
Il manoscritto più antico giunto fino a noi fu prodotto a Tours alla fine dell'VIII o inizio del IX secolo, ed è conservato attualmente nella Biblioteca nazionale di Francia. Al manoscritto manca il prologo e la prima parte della vita di Giulio Cesare, come in tutti i manoscritti più recenti.

## Traduzioni italiane
- Vite de dodici Cesari, tradotto in lingua toscana da Paolo Del Rosso, in Roma, per Antonio Blado, 1544.
- Vite dei Dodici Cesari, in Opere, tradotte da Emanuele Rocco, Torino, Roux e Favale, 1878.
- Le Vite dei Dodici Cesari, volgarizzate con note da Francesco Buggiani, Collana Biblioteca Universale nn.155-156, Milano, Sonzogno, 1910.
- Vite dei Cesari volgarizzate da Giuseppe Rigutini, a cura di Concetto Marchesi, Firenze, Le Monnier, 1946.
- Le vite dei Cesari, a cura di Italo Lana, Collezione Classici Latini, Torino, UTET, 1952.
- Le vite di dodici Cesari, 2 voll., testo latino a fronte, trad. di Guido Vitali, Collana Prosatori di Roma, Bologna, Zanichelli, 1952, 1986.
- Vite dei Cesari (De Vita Duodecim Cæsarum Libri VIII), trad. Annamaria Rindi, Prefazione di Piero Treves, Collana di Storia n.13, Milano, Club del Libro, 1962.
- I Dodici Cesari · Gli Uomini illustri, BUR nn.2425-2429, Milano, Rizzoli, 1968.
  - Vite dei Cesari, testo latino a fronte, 2 voll., trad. di Felice Dessì, Introduzione di Settimio Lanciotti Collana I Classici della BUR, Milano, Rizzoli, 1982-2022.
- Le vite di dodici Cesari, 3 voll., a cura di Alessandro Vigevani, Collana I Libri Pocket, Milano, Longanesi, 1973.
- Le vite di dodici Cesari, Introduzione e trad. di Alessandro Cutolo, Introduzioni storiche di Federico Roncoroni, Fotografie di Mario Monge, Milano, Rusconi, 1974.
- Vita dei Cesari, trad. di Edoardo Noseda, Collana I grandi libri n.187, Milano, Garzanti, 1977-2022, ISBN 978-88-11-36187-9.
- Vite dei dodici Cesari, Introd. e cura di G. Gaggero, Collezione Classici di storia. Sezione greco-romana, Rusconi, Milano, 1994, ISBN 978-88-18-70081-7.
- Vita dei Cesari, A cura di Francesco Casorati. Introduzione di Lietta De Salvo. Testo latino a fronte, trad. di F. Casorati, Dorotea Medici, Roberto Pagan e Claudia Valerio, Collana Grandi Tascabili, Roma, Newton Compton, Roma, 1995-2022, ISBN 978-88-541-1948-2; Mondolibri, 2008.
- Le Vite dei Cesari, trad. di Italo Lana riveduta e aggiornata a cura di Paola Ramondetti, 2 voll., Collezione Classici Latini, Torino, UTET, 2009, ISBN 978-88-020-8077-2.
- Vite dei Cesari. De Vita Caesarum, traduzione di Z. Di Tillio, versione integrale con testo a fronte, Collana Autori latini tradotti per la scuola, Vestigium, 2016, ISBN 978-88-731-2760-4.